# Genowefa Kobielska-Cejzikowa
Genowefa Kobielska-Cejzik-Zimnoch (ur. 24 kwietnia 1906 w Łasku, zm. 16 lipca 1993 w Piasecznie) – polska lekkoatletka, miotaczka.

## Kariera sportowa
Uprawiała hazenę, koszykówkę, siatkówkę i lekkoatletykę (rzuty), w której reprezentowała kolejno kluby: Łódzki Klub Sportowy, Polonię Warszawa, AZS Warszawa i ZS Katowice.
Rekordzistka świata w rzucie dyskiem oburącz – 67,82 (1934), akademicka wicemistrzyni świata w rzucie dyskiem z 1935 (35,47), ósma zawodniczka w rzucie dyskiem Igrzysk Olimpijskich w Amsterdamie (1928 – 32,72), piąta zawodniczka światowych igrzysk kobiet w 1934 (rzut dyskiem – 36,12 oraz pchnięcie kulą – 10,61), piąta (dysk – 36,51) i siódma (kula – 11,68) zawodniczka mistrzostw Europy w 1938.
Trzykrotnie ustanawiała rekordy kraju (dysk, oszczep), zdobywając mistrzostwo Polski w rzucie oszczepem (1937). Rekordy życiowe: kula – 12,56 (1938), dysk – 40,11 (1939), oszczep – 36,24 (1930). Startowała jeszcze po wojnie i kontynuowała studia w CIWF i AWF, otrzymując we Wrocławiu tytuł magistra wychowania fizycznego (1951). Była trenerem i sędzią lekkoatletycznym, wykładowcą w WSWF Wrocław i Studium Wychowania Fizycznego Politechniki Wrocławskiej. Została żoną lekkoatlety Antoniego Cejzika.